# Netelia columbiana
Netelia columbiana är en stekelart som först beskrevs av Günther Enderlein 1912.  Netelia columbiana ingår i släktet Netelia och familjen brokparasitsteklar. Inga underarter finns listade i Catalogue of Life.